# 졸루정
졸루정(拙陋亭)은 경상북도 안동시 풍산읍 막곡리에 있다. 2009년 1월 21일 안동시의 문화유산 제11호로 지정되었다.